# Меморіальна діброва
Меморіальна діброва — ботанічна пам'ятка природи місцевого значення. Об'єкт розташований на території Ківерцівського району Волинської області, ДП «Цуманське ЛГ», Мощаницьке лісництво, квартал 50, виділ 27.

Створена з метою збереження ділянки лісу сосни звичайної, де зростають окремі дуби (Quercus robur) віком 220–320 років на території Брусилівського кладовища (місця захоронення бійців Першої світової війни).
Площа — 0,9 га, статус отриманий у 1972 році.

## Галерея

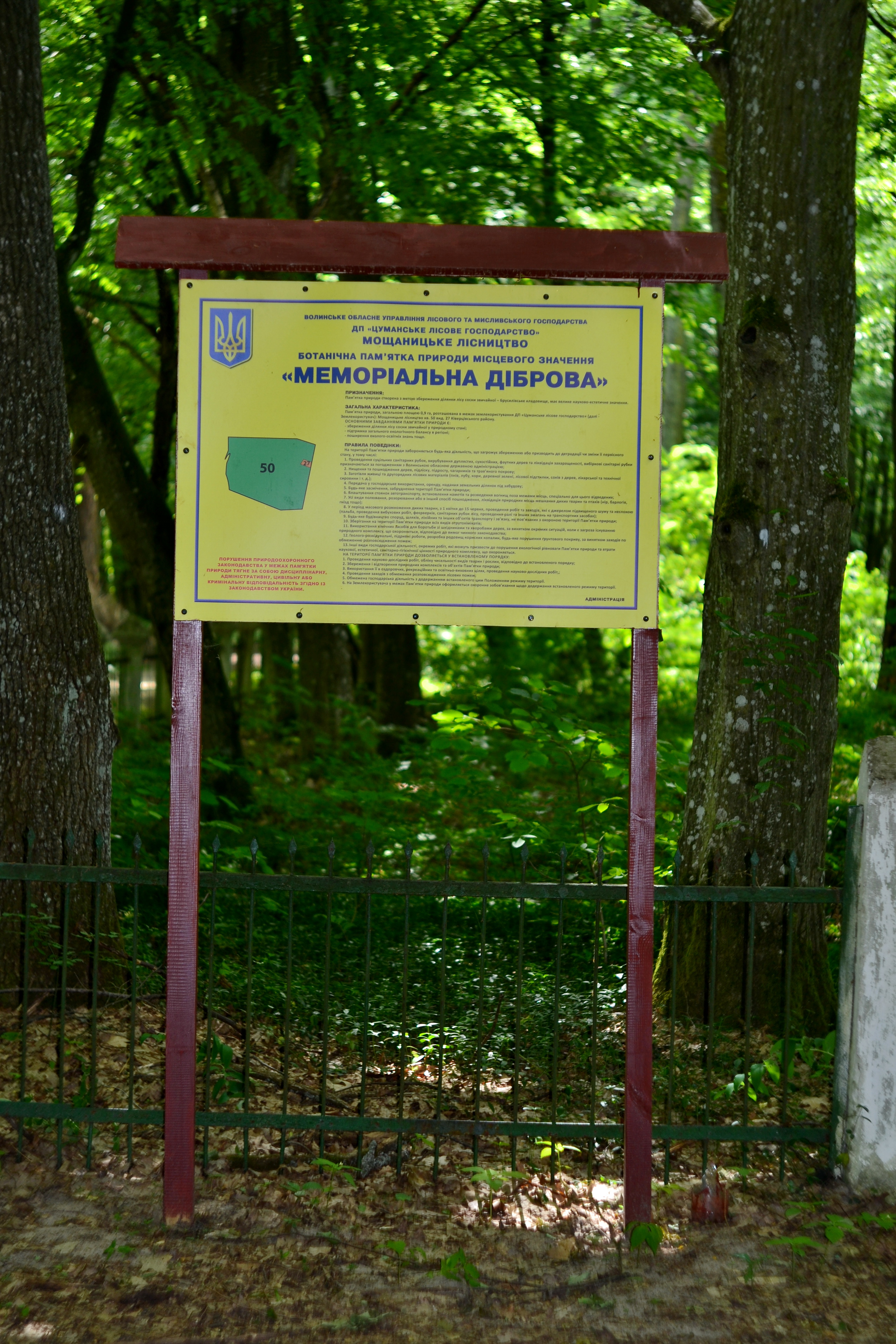
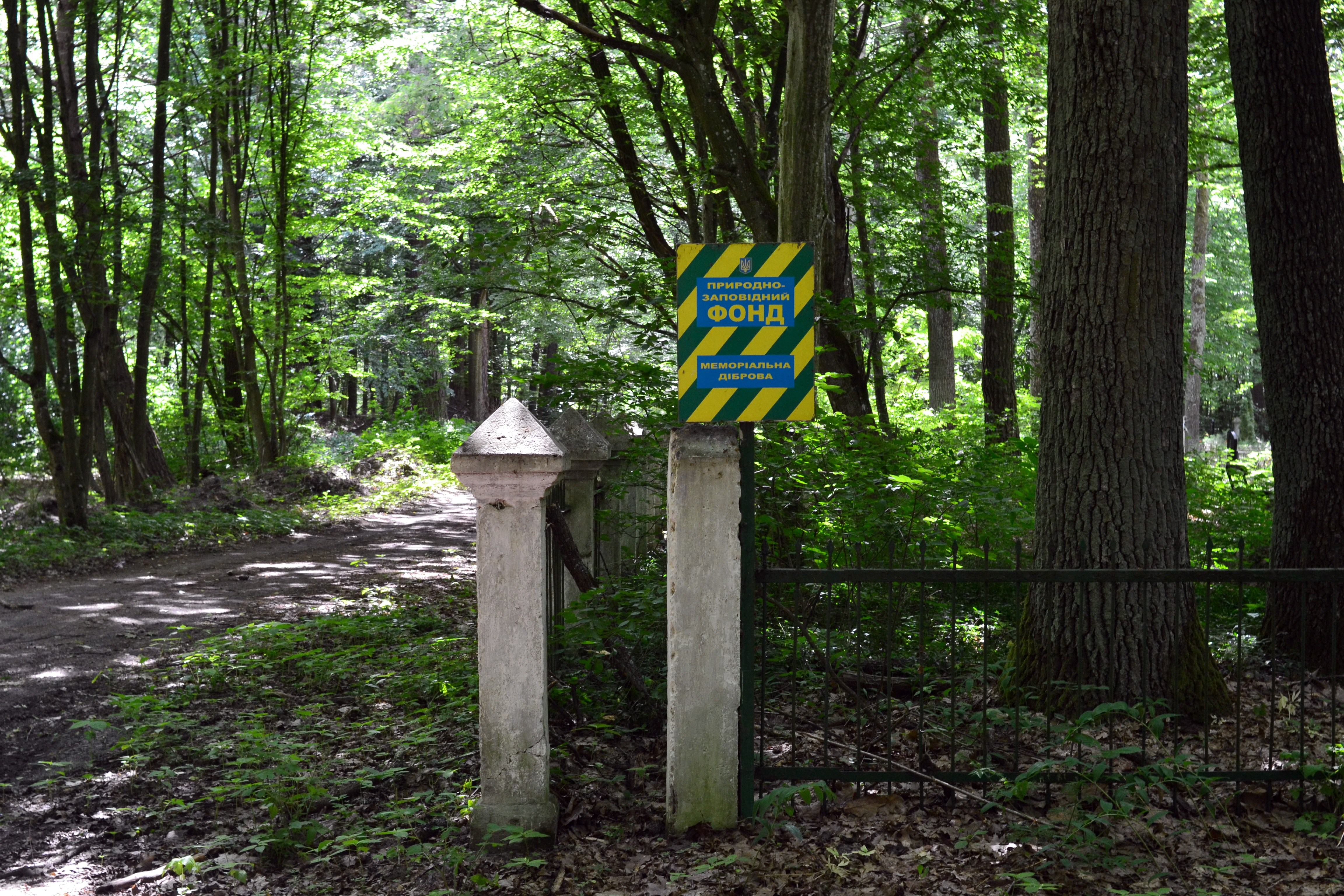
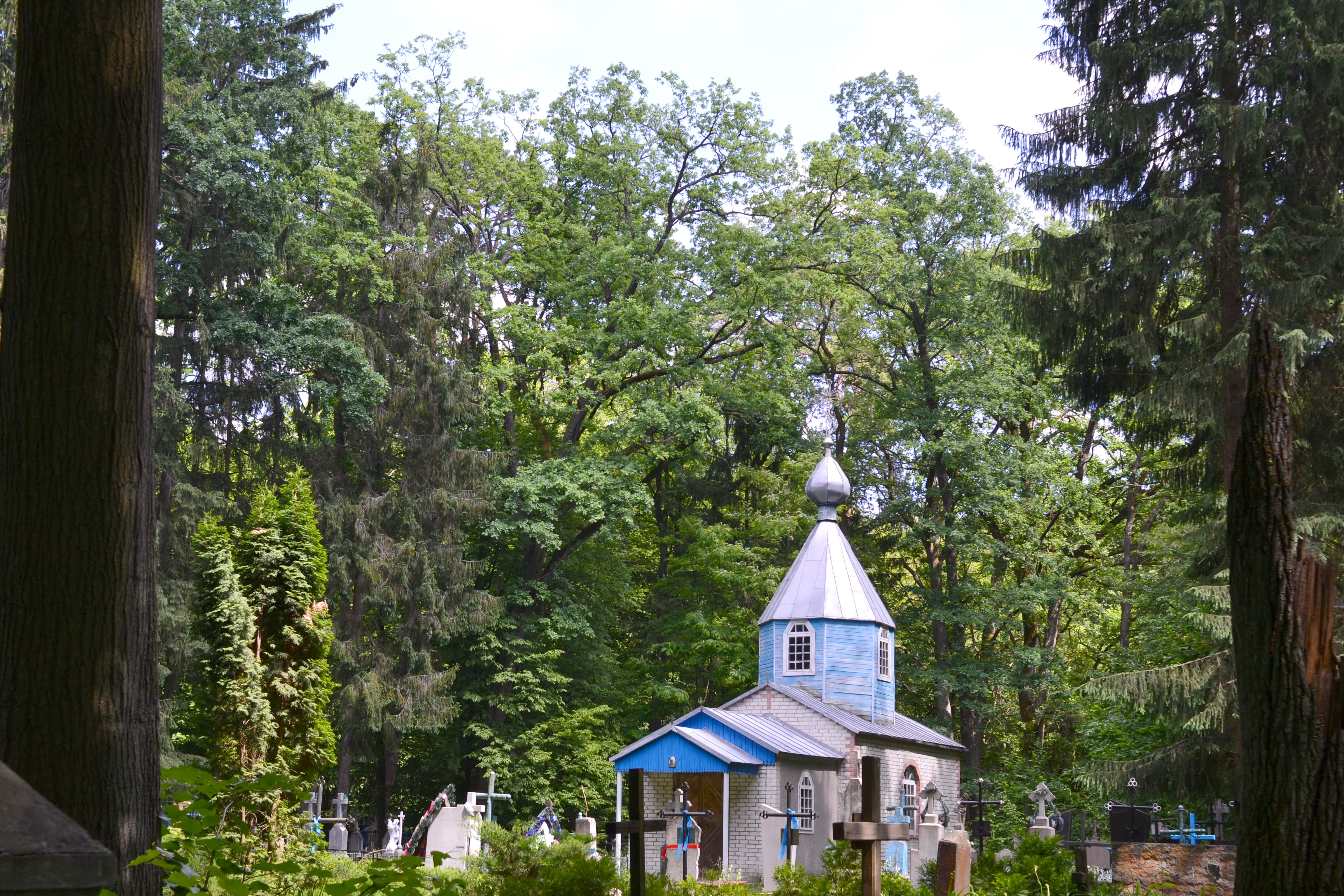
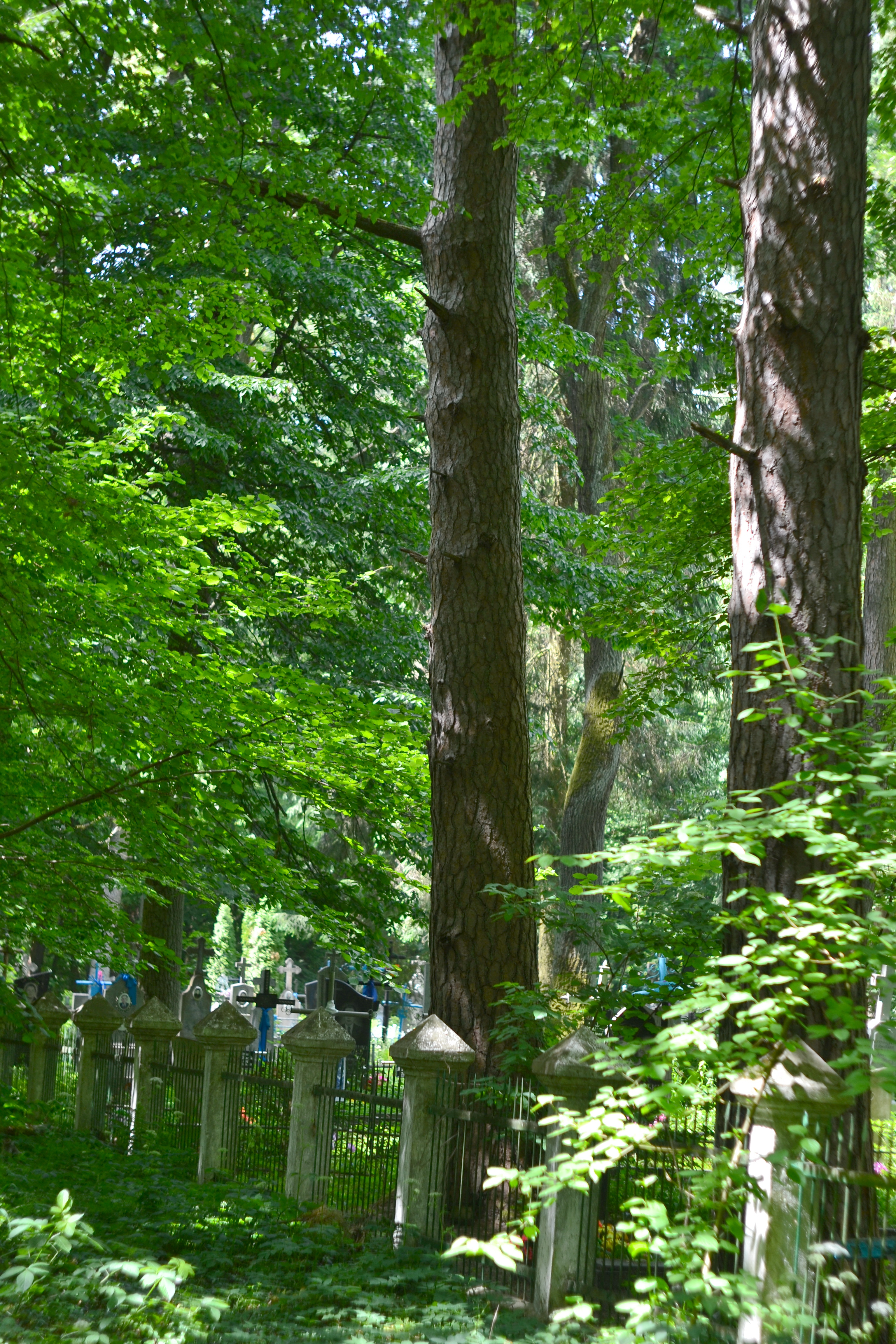